# غزال جهنده
آهوی جهنده (نام علمی: Antidorcas marsupialis) نام یک گونه از تیره گاوان است.
یک بز کوهی است که هنگامی که خطر پیش می‌آید، عادت دارند که مکرراً تا هفت فوت در هوا بپرند (از این رو نام آن‌ها است). این سری از «جهش‌های فنری» تکنیکی است که برای پرت کردن حواس شکارچیانی مانند یوزپلنگ یا شیر استفاده می‌شود. در اوت، در اواسط فصل خشک هشت‌ماهه آنها شروع به خواستگاری می‌کند. وقتی زندگی از نو شروع می‌شود و فصل بارانی آغاز می‌شود، نوزادان به دنیا می‌آیند. در طول این فصل، چمن و آب فراوانی برای تغذیه بچه‌ها وجود دارد و آنقدر قوی می‌شود که بتواند فصل خشک سختی را که پیش رو دارد، حفظ کند.

## نگارخانه